# مقاطعة بالاكن
مقاطعة بالاكن (بالأذرية: Balakən rayonu)‏ هي إحدى مقاطعات أذربيجان. يقدر عدد سكانها بـ 90,300 نسمة ومساحتها 920 كم2 .